# Open 13
L'Open 13 Provence è un torneo di tennis di categoria ATP Tour 250 che si disputa annualmente al Palais des Sports de Marseille, che ha una capacità di 5.800 posti a sedere, su campi indoor in cemento, generalmente in febbraio. Il numero 13 corrisponde al Codice INSEE del dipartimento delle Bocche del Rodano, di cui Marsiglia è il capoluogo.
Il torneo, nato nel 1993 per sostituire il torneo di Bruxelles, è stato ideato dell'ex tennista di Marsiglia, Jean-François Caujolle, tutt'oggi direttore del torneo.
A partire dal 2026 si disputerà permanentemente nel mese di ottobre, sia per evitare le vacanze scolastiche di febbraio che per far partecipare i giocatori migliori, dato che molti si riposano dopo aver disputato l'Australian Open.

## Albo d'oro

### Singolare
| Anno | Vincitori              | Finalisti             | Punteggio         |
| ---- | ---------------------- | --------------------- | ----------------- |
| 2025 | Ugo Humbert (2)        | Hamad Međedović       | 7–6(4), 6–4       |
| 2024 | Ugo Humbert (1)        | Grigor Dimitrov       | 6–4, 6–3          |
| 2023 | Hubert Hurkacz         | Benjamin Bonzi        | 6–3, 7–6(4)       |
| 2022 | Andrej Rublëv          | Félix Auger-Aliassime | 7–5, 7–6(4)       |
| 2021 | Daniil Medvedev        | Pierre-Hugues Herbert | 6–4, 6(4)–7, 6–4  |
| 2020 | Stefanos Tsitsipas (2) | Félix Auger-Aliassime | 6–3, 6–4          |
| 2019 | Stefanos Tsitsipas (1) | Michail Kukuškin      | 7–5, 7–6(5)       |
| 2018 | Karen Chačanov         | Lucas Pouille         | 7–5, 3–6, 7–5     |
| 2017 | Jo-Wilfried Tsonga (3) | Lucas Pouille         | 6–4, 6–4          |
| 2016 | Nick Kyrgios           | Marin Čilić           | 6–2, 7–6(3)       |
| 2015 | Gilles Simon           | Gaël Monfils          | 6–4, 1–6, 7–6(4)  |
| 2014 | Ernests Gulbis         | Jo-Wilfried Tsonga    | 7–6(5), 6–4       |
| 2013 | Jo-Wilfried Tsonga (2) | Tomáš Berdych         | 3–6, 7–6(6), 6–4  |
| 2012 | Juan Martín del Potro  | Michaël Llodra        | 6–4, 6–4          |
| 2011 | Robin Söderling        | Marin Čilić           | 6(8)–7, 6–3, 6–3  |
| 2010 | Michaël Llodra         | Julien Benneteau      | 6–3 6–4           |
| 2009 | Jo-Wilfried Tsonga (1) | Michaël Llodra        | 7–5 7–6(3)        |
| 2008 | Andy Murray            | Mario Ančić           | 6–3 6–4           |
| 2007 | Gilles Simon           | Marcos Baghdatis      | 6–4 7–6(3)        |
| 2006 | Arnaud Clément         | Mario Ančić           | 6–4, 6–2          |
| 2005 | Joachim Johansson      | Ivan Ljubičić         | 7–5, 6–4          |
| 2004 | Dominik Hrbatý         | Robin Söderling       | 4–6, 6–4, 6–4     |
| 2003 | Roger Federer          | Jonas Björkman        | 6–2, 7–6(6)       |
| 2002 | Thomas Enqvist (3)     | Nicolas Escudé        | 6(4)–7, 6–3, 6–1  |
| 2001 | Evgenij Kafel'nikov    | Sébastien Grosjean    | 7–6(5), 6–2       |
| 2000 | Marc Rosset (3)        | Roger Federer         | 2–6, 6–3, 7–6(5)  |
| 1999 | Fabrice Santoro        | Arnaud Clément        | 6–3, 4–6, 6–4     |
| 1998 | Thomas Enqvist (2)     | Evgenij Kafel'nikov   | 6–4, 6–1          |
| 1997 | Thomas Enqvist (1)     | Marcelo Ríos          | 6–4, 1–0 ritirato |
| 1996 | Guy Forget             | Cédric Pioline        | 7–5, 6–4          |
| 1995 | Boris Becker           | Daniel Vacek          | 6–7, 6–4, 7–5     |
| 1994 | Marc Rosset (2)        | Arnaud Boetsch        | 7–6(6), 7–6(4)    |
| 1993 | Marc Rosset (1)        | Jan Siemerink         | 6–2, 7–6(1)       |

### Doppio
| Anno | Vincitori                                       | Finalisti                               | Punteggio            |
| ---- | ----------------------------------------------- | --------------------------------------- | -------------------- |
| 2025 | Benjamin Bonzi Pierre-Hugues Herbert            | Sander Gillé Jan Zieliński              | 6–3, 6–4             |
| 2024 | Tomáš Macháč Zhang Zhizhen                      | Patrik Niklas-Salminen Emil Ruusuvuori  | 6–3, 6–4             |
| 2023 | Santiago González Édouard Roger-Vasselin (3)    | Nicolas Mahut Fabrice Martin            | 4–6, 7–6(4), [10–7]  |
| 2022 | Denys Molčanov Andrej Rublëv                    | Raven Klaasen Ben McLachlan             | 4–6, 7–5, [10–7]     |
| 2021 | Lloyd Glasspool Harri Heliövaara                | Sander Arends David Pel                 | 7–5, 7–6(4)          |
| 2020 | Nicolas Mahut (3) Vasek Pospisil                | Wesley Koolhof Nikola Mektić            | 6–3, 6–4             |
| 2019 | Jérémy Chardy Fabrice Martin                    | Ben McLachlan Matwé Middelkoop          | 6–3, 6(4)–7, [10–3]  |
| 2018 | Raven Klaasen Michael Venus (2)                 | Marcus Daniell Dominic Inglot           | 6(2)–7, 6–3, [10–4]  |
| 2017 | Julien Benneteau (3) Nicolas Mahut (2)          | Robin Haase Dominic Inglot              | 6–4, 6(9)–7, [10–5]  |
| 2016 | Mate Pavić Michael Venus (1)                    | Jonathan Erlich Colin Fleming           | 6–2, 6–3             |
| 2015 | Marin Draganja Henri Kontinen                   | Colin Fleming Jonathan Marray           | 6–4, 3–6, [10–8]     |
| 2014 | Julien Benneteau (2) Édouard Roger-Vasselin (2) | Paul Hanley Jonathan Marray             | 4–6, 7–6(6), [13–11] |
| 2013 | Rohan Bopanna Colin Fleming                     | Aisam-ul-Haq Qureshi Jean-Julien Rojer  | 6–4, 7–6(3)          |
| 2012 | Nicolas Mahut (1) Édouard Roger-Vasselin (1)    | Dustin Brown Jo-Wilfried Tsonga         | 3–6, 6–3, [10–6]     |
| 2011 | Robin Haase Ken Skupski                         | Julien Benneteau Jo-Wilfried Tsonga     | 6–4, 6(4)–7, [13–11] |
| 2010 | Julien Benneteau (1) Michaël Llodra (3)         | Julian Knowle Robert Lindstedt          | 6–3, 6–4             |
| 2009 | Arnaud Clément (3) Michaël Llodra (2)           | Julian Knowle Andy Ram                  | 3–6, 6–3, [10–8]     |
| 2008 | Martin Damm (3) Pavel Vízner                    | Yves Allegro Jeff Coetzee               | 7–6(0), 7–5          |
| 2007 | Arnaud Clément (2) Michaël Llodra (1)           | Mark Knowles Daniel Nestor              | 7–5, 4–6, [10–8]     |
| 2006 | Martin Damm (2) Radek Štěpánek (2)              | Mark Knowles Daniel Nestor              | 6–2, 6(4)–7, [10–3]  |
| 2005 | Martin Damm (1) Radek Štěpánek (1)              | Mark Knowles Daniel Nestor              | 7–6(4), 7–6(5)       |
| 2004 | Mark Knowles Daniel Nestor                      | Martin Damm Cyril Suk                   | 7–5, 6–3             |
| 2003 | Sébastien Grosjean Fabrice Santoro (2)          | Tomáš Cibulec Pavel Vízner              | 6–1, 6–4             |
| 2002 | Arnaud Clément (1) Nicolas Escudé               | Julien Boutter Maks Mirny               | 6–4, 6–3             |
| 2001 | Julien Boutter Fabrice Santoro (1)              | Michael Hill Jeff Tarango               | 7–6(7), 7–5          |
| 2000 | Simon Aspelin Johan Landsberg                   | Juan Ignacio Carrasco Jairo Velasco Jr. | 7–6(2), 6–4          |
| 1999 | Maks Mirny Andrei Olhovskiy (2)                 | David Adams Pavel Vízner                | 7–5, 7–6(7)          |
| 1998 | Donald Johnson Francisco Montana                | Mark Keil T. J. Middleton               | 6–4, 3–6, 6–3        |
| 1997 | Thomas Enqvist Magnus Larsson                   | Olivier Delaître Fabrice Santoro        | 6–3, 6–4             |
| 1996 | Jean-Philippe Fleurian Guillaume Raoux          | Marius Barnard Peter Nyborg             | 6–3 6–2              |
| 1995 | David Adams Andrei Olhovskiy (1)                | Jean-Philippe Fleurian Rodolphe Gilbert | 6–1, 6–4             |
| 1994 | Jan Siemerink Daniel Vacek                      | Martin Damm Evgenij Kafel'nikov         | 6–7, 6–4, 6–1        |
| 1993 | Arnaud Boetsch Olivier Delaître                 | Ivan Lendl Christo van Rensburg         | 6–3, 7–6             |